# Tinh nguyên bào
Tinh nguyên bào (Tiếng Anh: spermatogonium) là tế bào mầm  chưa biệt hóa của cơ thể đực. Tinh nguyên bào trải qua quá trình tạo tinh, trở thành tinh trùng thể hoạt động trưởng thành trong các ống sinh tinh trong tinh hoàn.
Tinh nguyên bào người có 3 type:
- Type A (đậm): có nhân tế bào đậm. Những tế bào này là tế bào gốc tinh trùng dự trữ, không nguyên phân thường xuyên.
- Type A (nhạt): có nhân tế bào nhạt. Những tế bào này là tế bào gốc tinh trùng, nguyên phân thường xuyên. Sau phân chia sẽ tạo thành các tế bào type B
- Type B: Phát triển và tạo thành tinh bào 1.

## Thuốc chống ung thư
Thuốc chống ung thư, chẳng hạn như doxorubicin và vincristine, có tác dụng không mong muốn đến khả năng sinh sản của nam giới vì thuốc làm hỏng DNA của các tinh nguyên bào đang tăng sinh. Thử nghiệm tiếp xúc của tinh nguyên bào không biệt hóa của chuột với doxorubicin và vincristine cho thấy rằng những tế bào này có đáp ứng với tổn thương DNA bằng cách tăng biểu hiện của chúng đối với các gen sửa chữa DNA, và phản ứng này có thể ngăn chặn một phần sự tích tụ các đứt gãy DNA. Ngoài đáp ứng sửa chữa DNA, sự tiếp xúc của tế bào sinh tinh với doxorubicin cũng có thể gây chết tế bào theo chương trình.

## Hình ảnh bổ sung

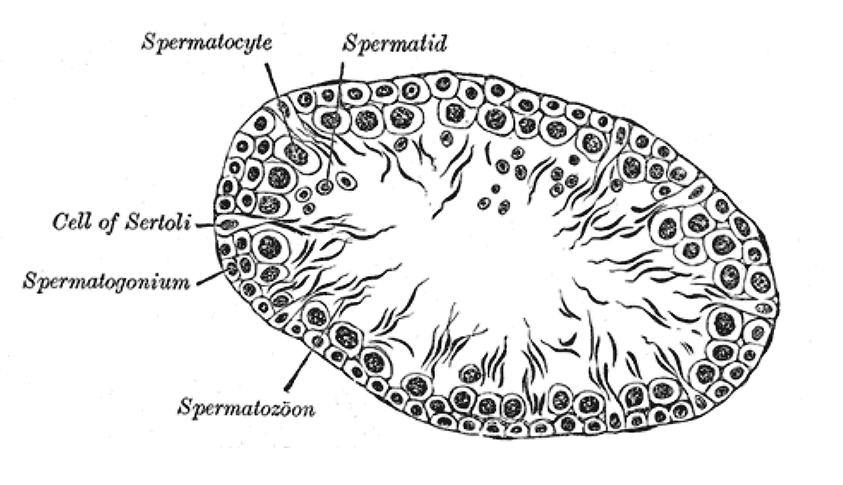
Mặt cắt ngang tinh hoàn của chuột x250.
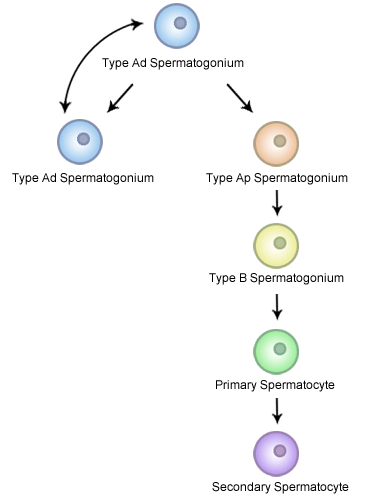
Sơ đồ phát triển của tinh nguyên bào